# Salon de peinture et de sculpture
Pour les autres Salons parisiens, voir Salon.

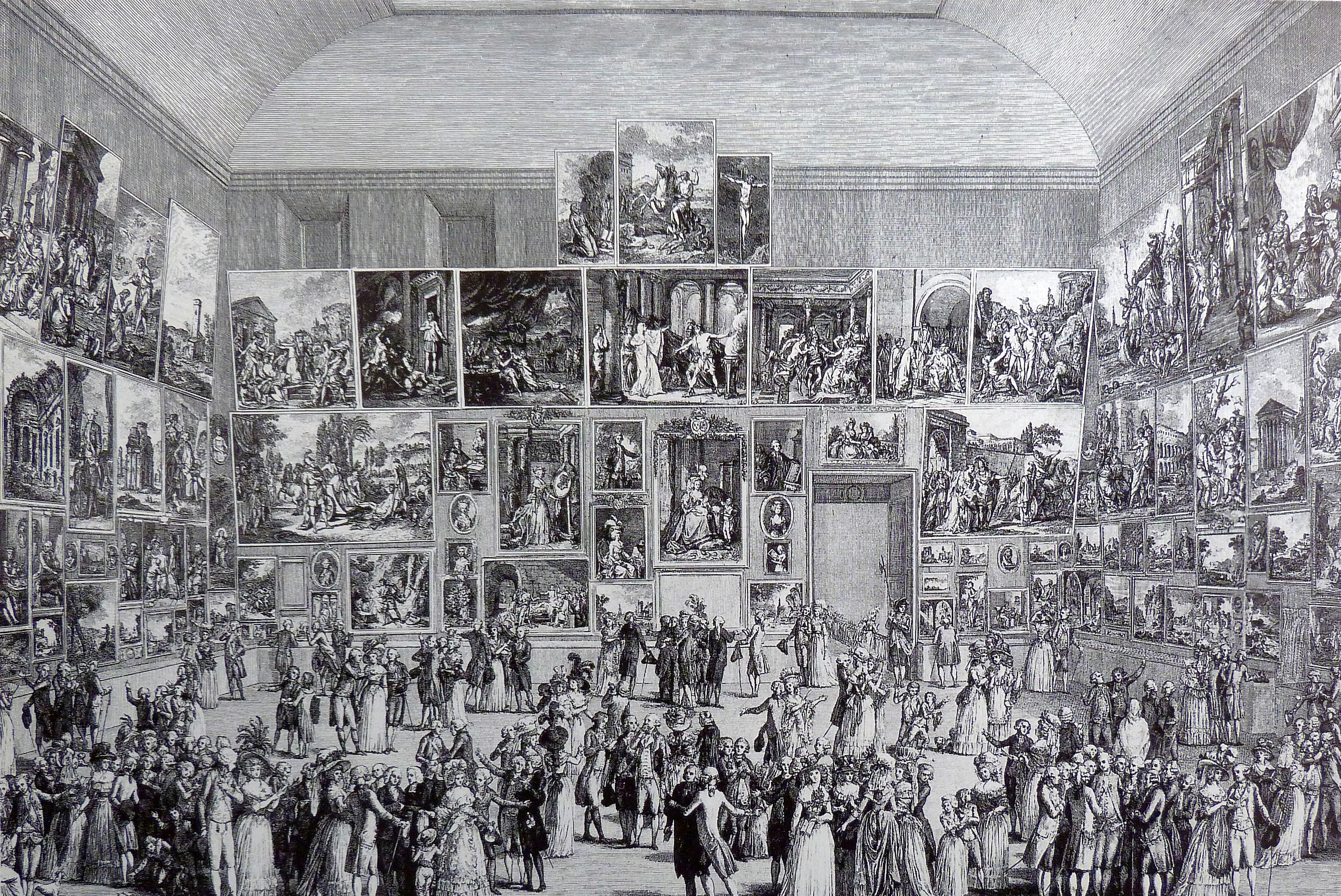
Le Salon de 1787 au Louvre, gravure de Pietro Antonio Martini.

Le Salon de peinture et de sculpture, appelé de manière générique le Salon, est une manifestation artistique qui a eu lieu à Paris de la fin du XVIIe siècle à 1880. Il exposait les œuvres des artistes agréés originellement par l'Académie royale de peinture et de sculpture créée par Mazarin, puis par l'Académie des beaux-arts.
L'objectif initial du salon est de présenter au public les œuvres des derniers lauréats de l'Académie puis, à partir de 1817, de l'École des beaux-arts.
La première manifestation, installée en 1673 au Palais-Royal, s'appelle « l'Exposition ». À partir de 1692, les travaux des différents artistes agréés sont présentés au Louvre, et l'exposition annuelle organisée par l'Académie à partir de 1737 prend le nom de « Sallon » (sic), car elle a lieu au « sallon carré du Louvre ». Vers 1750, elle prend le nom de « Salon de l'Académie royale de peinture et de sculpture », puis, à la Révolution, l'Académie étant supprimée, elle devient le « Salon de peinture et de sculpture » et se démocratise en s'ouvrant aux artistes de toutes origines sous l'impulsion des peintres Jacques-Louis David et Jean-Bernard Restout. Elle redevient le « Salon de l'académie royale » après 1815, et reprend son nom de « Salon de peinture et de sculpture » sous la Deuxième République, jusqu'en 1880 où elle prend le nom de « Salon des artistes français », au moment où le monopole étatique prend fin.
L'histoire du salon parisien est jalonnée de petits et gros scandales, d'événements, de rencontres, de ruptures, de conformismes, qui marquent les esprits du temps. Elle est le lieu de l'émergence de la critique d'art, d'une littérature, d'échanges, de l'affirmation de personnalités artistiques, et l'objet d'une véritable curiosité, voire d'une forme de rejet. On en conserve la trace grâce à des catalogues et aux chroniques qui permettent d'analyser rétrospectivement l'évolution des formes et du goût, constituant une partie importante de l'histoire de l'art moderne.

## Historique

### Fondation de l'Académie et naissance des salons
Les peintres et sculpteurs du roi, avec à leur tête Charles Le Brun, ont durablement cherché à convaincre Mazarin et la reine (le roi Louis XIV avait à peine 10 ans) de mettre en place une institution prenant en considération leurs revendications. Ils pouvaient citer en exemple les précédents de Florence et de Rome, où les princes avaient soutenu la création d'une académie de dessin, un siècle plus tôt.
Ils obtiennent gain de cause et en 1648, la création de l'Académie royale de peinture et de sculpture est approuvée : elle est créée à Paris et se dote d'une structure, de personnels et d'une doctrine.
Par ailleurs, les artistes pouvaient malgré tout exposer à cette époque, en dehors de l'institution publique : les membres de la guilde de Saint-Luc française, appelée l'Académie de Saint-Luc, une corporation aux origines très anciennes, organisait des événements ; d'autres venaient d'initiatives de personnalités très riches, tels le banquier Everhard Jabach, grand collectionneur.

#### La hiérarchie des genres
La doctrine s'appuie sur la hiérarchie des genres, héritée de l'Antiquité.
Par ordre décroissant de prestige, cette hiérarchie place en tête :
- la peinture d'histoire (profane, religieuse ou allégorique) ;

et viennent ensuite :
- le portrait,
- la peinture de genre (mises en scène d'êtres humains considérés dans leur existence quotidienne),
- le paysage,
- et la nature morte.

On passe en fait de ce qui exige le plus d'imagination et de créativité, pour lequel il faut plus de talent, à ce qui est considéré comme de la copie du réel.
Cette hiérarchie se retrouve dans les désignations du personnel de l'Académie qui a une importante fonction d'enseignement. Seuls les peintres d'histoire ont accès aux fonctions d'« officiers », notamment les professeurs et les adjoints de professeurs.

#### La réception d'une œuvre: du Palais-Royal au Louvre

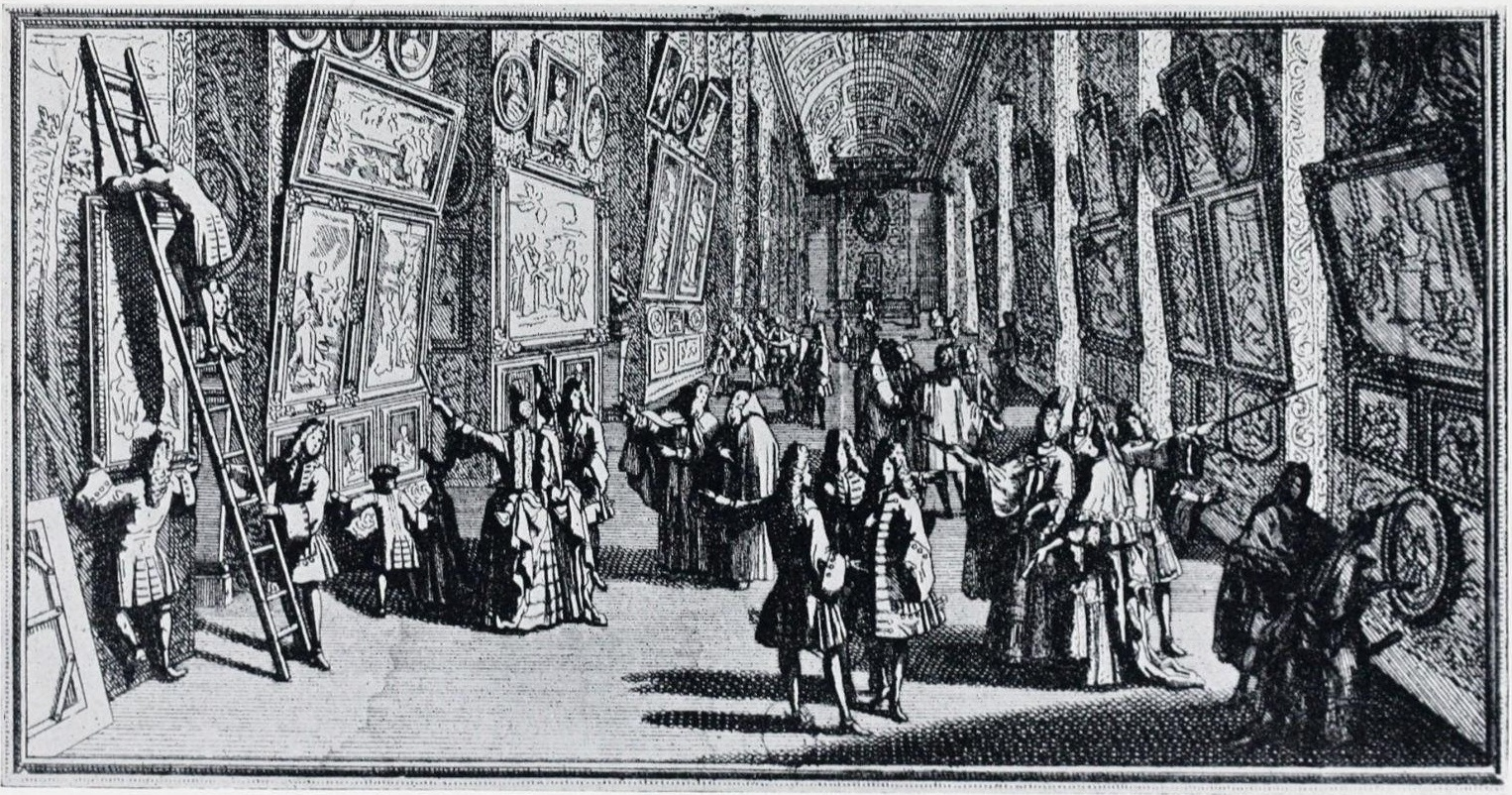
Exposition des ouvrages de peinture et de sculpture dans la grande galerie du Louvre au Salon de 1699, Nicolas Langlois (1640-1703).

Pour être reçu à l'Académie, l'aspirant devait d'abord soumettre pour agrément une ou plusieurs œuvres servant de base au choix du sujet imposé, dans le genre choisi par lui. Ensuite, il réalisait le projet définitif et le présentait pour réception. L'œuvre s'appelait alors le « morceau de réception », qui devenait propriété de l'Académie.
Ces œuvres étaient montrées au public au cours d'expositions dont la régularité ne fut pas la principale qualité au XVIIe siècle. Les statuts de mars-mai 1663, modifiés en 1668, prévoyaient une présentation biennale. Il fallait trouver un moyen de compenser l'absence de « boutiques », lieux de présentations d'œuvres auxquels les Académiciens et Officiers avaient renoncé, dans le cadre de leur nouveau statut. La première exposition fut organisée dans une des cours du Palais-Royal en 1667 — où l'Académie résidait depuis septembre 1661 —, suivie de celles de 1669, 1671 et 1673, année qui introduit l'usage de publier un livret qui présente la liste des différentes œuvres exposées.
Après une certaine désaffection et le peu de succès des expositions de 1675, 1681 et 1683, l'Académie s'installe au Louvre à partir du 3 février 1692, où se tient l'exposition de 1699, dans la « Grande Galerie » qui s'accompagne d'un recueil en trois volumes, la Description des peintures, sculptures et estampes exposez dans la Grande Galerie du Louvre dans le mois de septembre 1699 qui constitue la première publication de critique de ce qui s'appelle encore « l'Exposition ». La Grande Galerie accueille les expositions suivantes de 1704 et 1706. Sous la Régence, l'Académie de Saint-Luc est de nouveau autorisée à organiser également son exposition, et ce, à partir de 1704, brisant ainsi le privilège d'exclusive imposé depuis 1668 au profit des élèves et membres de l'Académie royale.

### Le Salon de l'Académie royale de peinture et de sculpture (1725-1789)

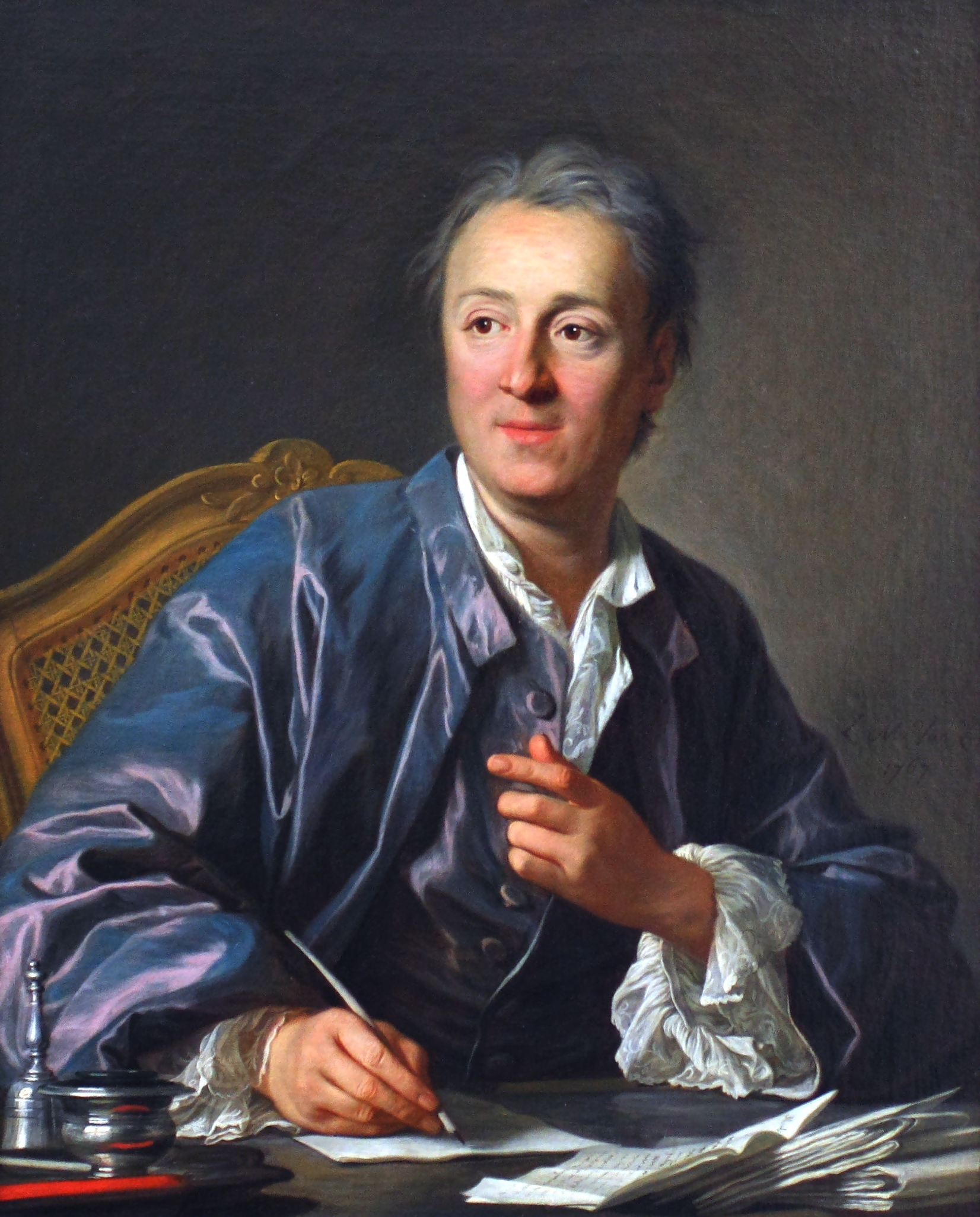
Denis Diderot a contribué par ses critiques à la renommée du Salon de l'Académie royale.

À partir de 1725, le Salon carré du Louvre (nommé à l'époque Grand Salon du Louvre) est régulièrement utilisé pour présenter des œuvres. Le terme « Salon » apparaît en 1725 pour qualifier l'événement : le Salon est de fait le lieu où les Académiciens présentent leurs œuvres au public.
À partir de 1737, la périodicité de l'exposition devient régulière, et pour la première fois des dessins sont exposés au même titre que les peintures. D'abord annuelle, elle devient bisannuelle en 1747. La participation augmente, mais le salon restreint l'accès des femmes et des exposants étrangers. Dans les années 1780, c'est jusqu'à mille personnes par jour qui fréquentent le salon (35 000 en tout rien que pour l'année 1781). L'événement contribue à l'émergence d'un espace public et international de critique de la peinture, amplifié par la couverture de portée européenne que lui assure Diderot dans les commentaires qu'il lui consacre dans la Correspondance littéraire, historique et critique de Grimm entre 1759 et 1781. Il est nécessaire cependant de considérer la portée limitée de ses écrits à l'échelle française, étant publiés de manière posthume.
En comparaison, la Royal Academy naît à Londres seulement en 1768.

### En marge du Salon auXVIIIesiècle: les autres manifestations
Le Salon de Paris n'est pas l'unique manifestation artistique de ce genre dans la France des Lumières.
À Paris, on trouve des « Expositions de la Jeunesse » place Dauphine (1722-1788), deux « Expositions de la Jeunesse » (1789-1791) organisées par J.-B. Lebrun, des présentations des œuvres des élèves de l'« École royale des élèves protégés » (1750-1769), des événements organisés par l'Académie de Saint-Luc (1751-1774), l'exposition du Colisée (1776), le « Salon de la Correspondance » (1779-1787) organisé par Pahin de La Blancherie, des expositions de la « Société des amis des arts de Paris » (1790-1793) et enfin les expositions de l'« Établissement de l'Élysée » (1797-1798).
Et les Provinces françaises ne restent pas à l'écart de ce mouvement parisien. Des salons sont tenus dans des capitales provinciales à partir de la deuxième moitié du XVIIIe siècle, ainsi : à Toulouse (1751-1791), Marseille (1756-1763), Dijon (1771-1777), Bordeaux (1771-1787), Lille (1773-1800), Poitiers (1776-1777), Montpellier (1779-1786), Amiens (1782, 1784), Lyon (1786), Valenciennes (1786, 1787) et Versailles (1799, 1800).

### Les salons sous la Révolution et l'Empire
À l'ouverture du salon de 1789, le critique des Révolutions de Paris exige l’abandon des thématiques qui caractérisent les précédents régimes décadents (principalement l'allégorie) et exige de représenter l’Antiquité qui sert de miroir à la situation contemporaine. Les licteurs rapportent à Brutus les corps de ses fils de Jacques-Louis David consacre le triomphe de l'artiste au Salon de 1789 et celui d'une peinture classique qui regarde l'actualité au miroir de l'histoire antique. En 1791, la rupture avec l'Ancien Régime se manifeste dans le monde de l'art. Au nom de l'égalité et de la liberté, le Salon est désormais ouvert à tous les artistes vivants par un décret de l'Assemblée nationale.
De nouveau, le Salon consacre David qui triomphe avec trois tableaux déjà exposés, dont le Brutus, mais aussi le dessin préparatoire du Serment du Jeu de Paume, qui est la seule œuvre représentant la Révolution, ce qui est déploré par le critique Vilette. En fonction de la conjoncture politique, David doit modifier sa représentation ; les fuyards, traitres… ne sont plus représentables et sont donc retirés. Toutefois, le tableau ne sera jamais réalisé. Par ailleurs, la place occupée par les portraits au salon est importante puisqu'ils constituent un quart des œuvres exposées en 1791.

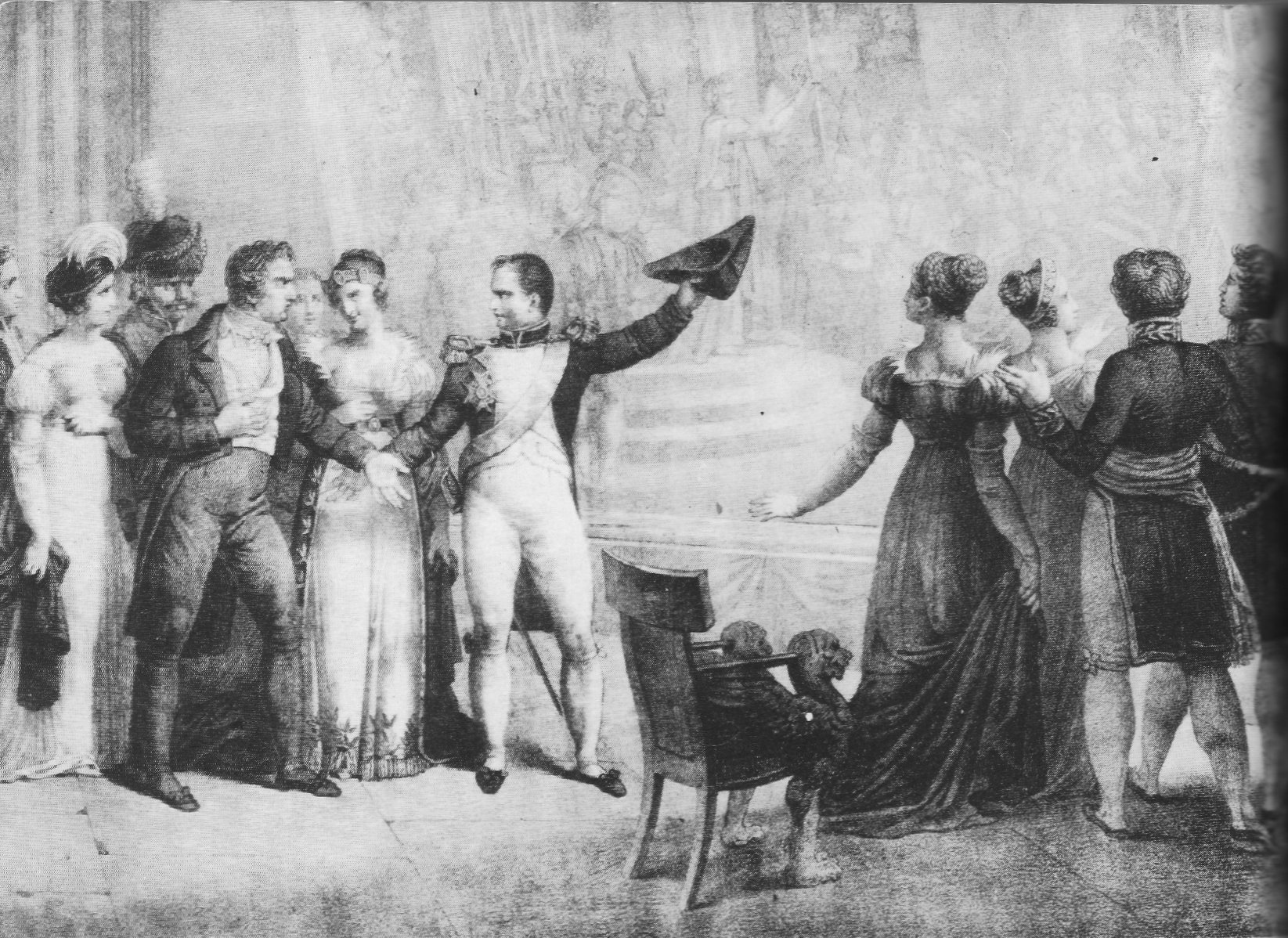
Napoléon Ier félicitant David pour son tableau du Sacre lors du Salon de 1808, lithographie de Charles Motte d'après Norblin.

En juillet 1793, la Convention supprime toutes les académies et crée une « Commune générale des arts » dont Jean-Bernard Restout est nommé président. C'est elle qui organise le Salon de 1793 dans un contexte difficile, évoqué par le livret de l'exposition : 

« Il semblera peut-être étrange à d'austères républicains de nous occuper des arts, quand l'Europe coalisée assiège le territoire de la Liberté. »

David, occupé à peindre La Mort de Marat, n'y participe pas, mais ses élèves y figurent en bonne place. Joseph Ducreux présente les portraits de Couthon et de Robespierre, et Isabey y fait ses débuts. Si l'on trouve encore des paysages et des scènes de genre, l'actualité y tient sa place avec des œuvres telles que Le Départ pour les frontières, La Fête des Sans-culottes sur les ruines de la Bastille, La Montagne et le Marais ou encore Le Siège des Tuileries par les braves Sans-culottes, aujourd'hui bien oubliées avec leurs auteurs. Les salons suivants seront encore dominés par les élèves de David, les Gérard, Hennequin, Gautherot, Debret, Broc, Berthon, Girodet ou Antoine-Jean Gros.
L'esthétique néoclassique prédomine dans les salons après la Révolution, sous le Directoire, le Consulat et le Premier Empire. Le Salon de 1799 est marqué par l'exposition du tableau de Pierre-Narcisse Guérin, Le Retour de Marcus Sextus, dont le succès est dû au sujet même, perçu comme une évocation du retour des émigrés et un message de réconciliation nationale.
L'année suivante, David crée l'événement en refusant d'exposer au Salon et en organisant, en parallèle, une exposition payante de son tableau Les Sabines dans l'ancienne académie d'architecture du Louvre. L'arrivée au pouvoir de Napoléon Bonaparte va susciter un nombre croissant d'œuvres dévolues à la célébration de ses faits militaires : le Salon de 1804 voit le succès d'Antoine-Jean Gros avec Les Pestiférés de Jaffa, et celui de 1808 témoigne de la prééminence de l'iconographie napoléonienne avec deux grandes toiles, Le Sacre de Napoléon de David et La Bataille d'Eylau de Gros. Les deux œuvres, qui se font face, inspirent à un visiteur du salon ce commentaire sur Napoléon : « Sacre et massacre, le voilà bien en deux tomes ! ».

### L'apogée des salons d'arts plastiques

#### L'époque romantique

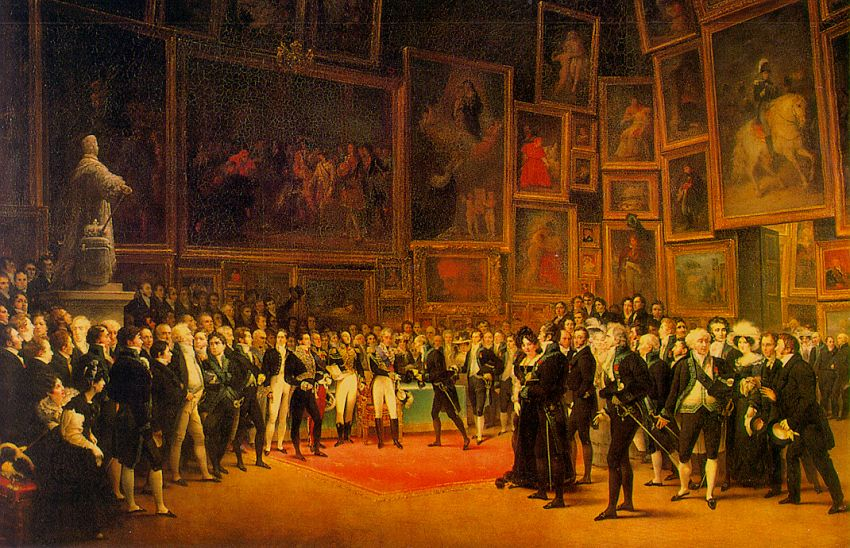
Le Salon de 1824, François-Joseph Heim.

La présentation du Salon de 1825 parue dans un ouvrage destiné aux amateurs est très intéressante car outre qu'elle propose un rappel historique, elle évoque la fermeture le mardi du musée du Louvre (sans vraiment expliquer pourquoi ce jour fut choisi), et d'autre part, on y apprend qu'il y avait un jour réservé au « beau monde ». L'auteur d'ailleurs relève la part de snobisme de ce « beau monde » qui redoute d'être mélangé aux autres visiteurs, mais ne s'intéresse pas vraiment aux œuvres exposées.

« Exposition des ouvrages des artistes vivants au Louvre :
La première exposition publique ou concours des tableaux des artistes vivants, eut lieu en 1673 à l'Académie de peinture et de sculpture, la seconde en 1699, au Louvre ; ce n'est que depuis 1740, que Orry, directeur général des bâtiments, en établit le retour périodique et en régla les conditions.
Ces expositions biennales, auxquelles peuvent concourir même les artistes des pays étrangers, commencent le 25 août, et durent ordinairement pendant deux mois.
Les ouvrages, pour y être admis, sont soumis à l'examen préalable d'une commission, qui prononce au reste rarement un rejet ; les travaux des membres de l'académie des Beaux-Arts sont seuls exceptés de cette mesure. L'entrée en est accordée durant tout ce temps au public, tous les jours de la semaine de dix à quatre heures, à l'exception du mardi et du vendredi réservé au beau et grand monde, qui craint de se trouver parmi un public qui n'est point de son niveau. Ces vendredis sont remarquables par la société brillante qui s'y réunit plutôt pour être vue que pour voir les œuvres du pinceau et du ciseau. »

Le dernier salon datant de 1827, une exposition restreinte eut lieu en 1830, puis un salon élargi connut un grand succès en 1831. Le roi Louis-Philippe rend le Salon de Paris annuel en 1833 (celui de 1832 ayant été annulé à cause du choléra). Le nombre des exposants ne cesse d'augmenter, atteignant 2 404 numéros en 1839. Cette année-là, Honoré de Balzac déplore ce qu'il est devenu :

« Depuis 1830, le Salon n'existe plus. [...] Tout fut perdu lorsqu'il se continua dans la galerie. Le Salon aurait dû rester un lieu déterminé, restreint, de proportions inflexibles, où chaque genre eût exposé ses chefs-d'œuvre. Une expérience de dix ans a prouvé la bonté de l'ancienne institution. Au lieu d'un tournoi, vous avez une émeute ; au lieu d'une Exposition glorieuse, vous avez un tumultueux bazar ; au lieu d'un choix, vous avez la totalité. Qu'arrive-t-il ? Le grand artiste s'y perd. »

L'année suivante, il ne compte plus que 1 849 numéros, et après une légère remontée, il est réduit en 1843 à moins de 1 600. Toutefois, quelques dessinateurs, graveurs ou lithographes sont autorisés à présenter plusieurs œuvres dans un même cadre, sous le titre générique « vues diverses ». Certains critiques et artistes manifestent durant le Salon de 1846 leur agacement, entre autres par la voix de Charles Baudelaire. En 1848, la Deuxième République abolit le jury de sélection, lequel est rétabli en 1851 en raison du trop grand nombre d'artistes qui ont désormais accès au Salon.
Le Salon se confond, en 1855, avec l'Exposition universelle : cette année-là, Gustave Courbet organise sa propre exposition dans son Pavillon du Réalisme où il présente 40 de ses œuvres, dont L'Atelier qui avait été refusé au Salon. Ce Salon, qui a quitté le Louvre, se tient désormais sous les verrières du nouveau Palais de l'Industrie (à l'emplacement du Grand Palais actuel). On y retrouve 4979 toiles de 2176 artistes.
Au Salon de 1857, Jean-François Millet peut enfin présenter Des glaneuses. En 1859, la Société française de photographie représentée par Nadar, est autorisée à y exposer pour la première fois, et non plus au Palais de l'Industrie[Passage contradictoire]. C'est à ce moment-là que Charles Baudelaire signe la plus virulente des attaques envers le procédé avec un article intitulé « Le public moderne et la photographie ».
On note, en 1863, la tenue du Salon des refusés qui, à l'initiative de Napoléon III, tenta de répondre à la vague de protestations soulevée par le nombre très important d'œuvres refusées (près de 3 000 sur les 5 000 soumises cette année-là) par le jury depuis plus d'une dizaine d'années. Parallèlement, en 1874, la première exposition impressionniste se tient en marge du Salon.
C'est la rupture avec, à la fois les écoles néo-classiques et romantiques, avec notamment Eugène Delacroix et Courbet, plus ou moins en lien avec les représentants les plus influents des différentes monarchies qui se succèdent au pouvoir, qui permet la véritable diversification des écoles de peinture, aboutissant à la création de salons indépendants du pouvoir politique après le Second Empire.

#### Les salons créés sous la Troisième République

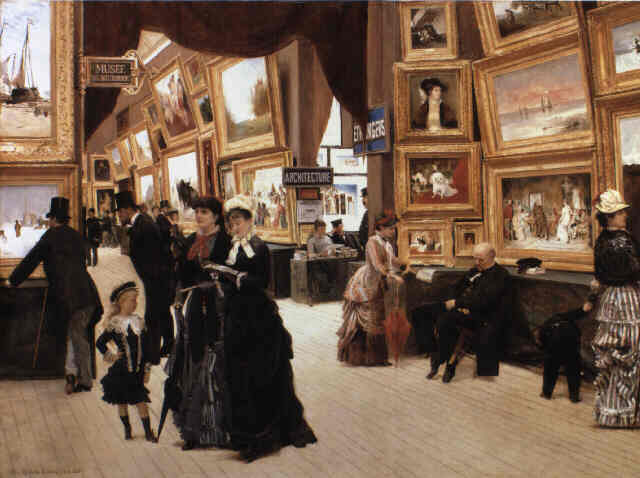
Édouard Dantan, Un coin du Salon en 1880 (localisation de l'œuvre inconnue).
Une visiteuse parcourt le livret ; au fond, la vendeuse dudit livret, assise à une table.

La Troisième République constitue la première véritable période de totale liberté artistique en France puisque, contrairement aux régimes précédents, elle n'a plus imposé d'art officiel après 1880. Cette liberté totale de créer a pu s'épanouir, en grande partie aussi grâce à la volonté de quelques hommes politiques, souvent francs-maçons, qui refusaient toute contrainte en art comme en matière religieuse et qui se sont investis à titre personnel pour soutenir la création de salons hors de la mainmise gouvernementale.
Ainsi, c'est Jules Ferry qui officialise en décembre 1880, par décret, la fin du monopole de l'Académie des beaux-arts sur l'organisation du salon annuel parisien. Quelques mois plus tôt, le Salon de peinture et de sculpture est renommé Salon des artistes français. À compter de 1881, ce salon est désormais organisé par la Société des artistes français, une association constituée d'artistes ayant exposé en 1880 à ce salon.

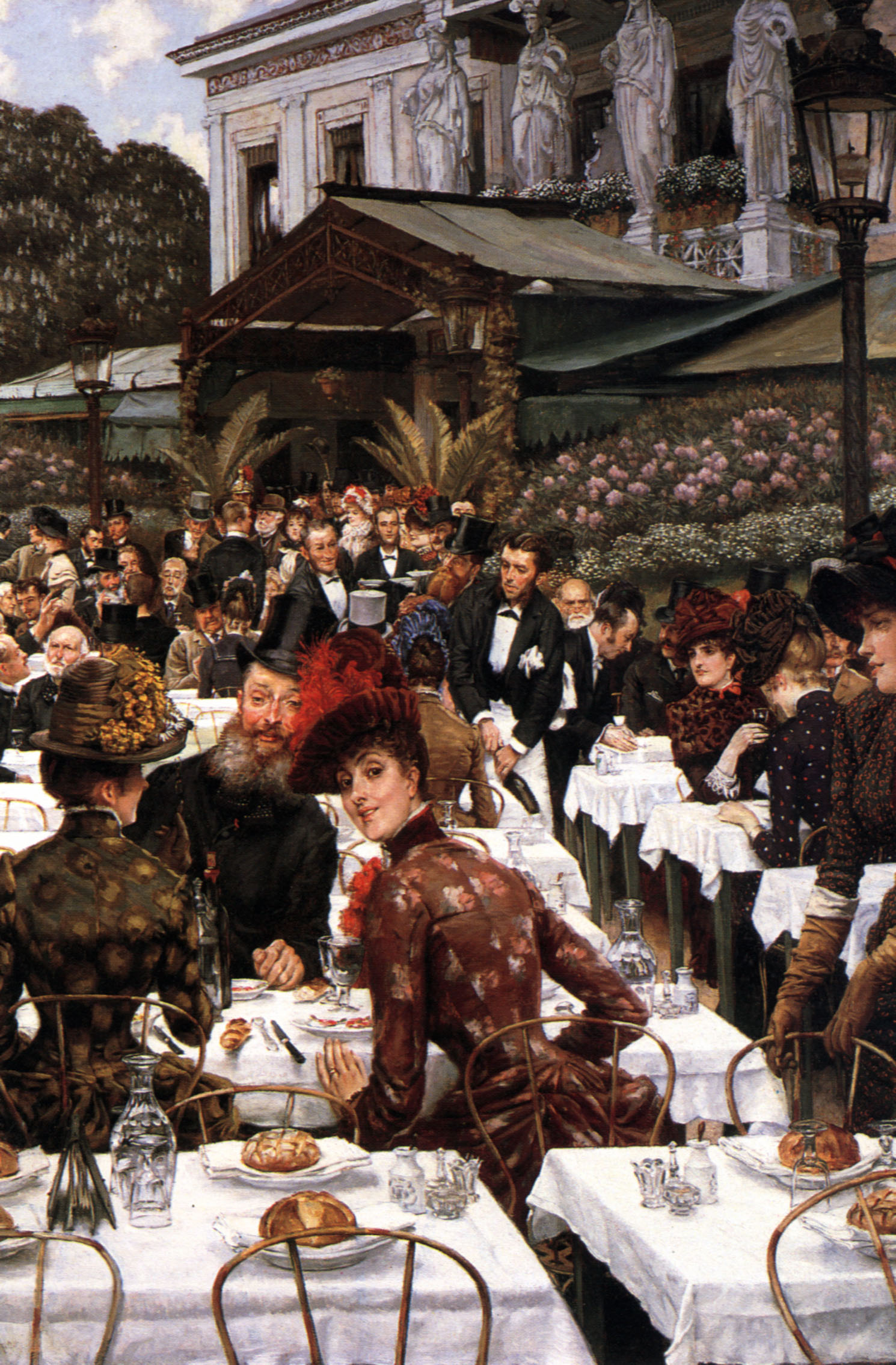
Les Femmes d'artistes, 1885
James Tissot.
Chrysler Museum of Art (Norfolk, Virginie)

Le tableau de Tissot fait partie de sa série La Femme de Paris. Il représente en 1885, un restaurant en plein air où les artistes et leurs épouses se sont réunis pour célébrer « le vernissage » à la veille de l'ouverture officielle du Salon. Les artistes participants se réunissaient traditionnellement pour voir l'exposition en privé et appliquer une dernière couche de vernis protecteur sur les peintures.
Dès 1882, de nombreux sociétaires vont faire sécession ou se constituer en indépendant : l'Union des femmes peintres et sculpteurs lance le Salon des femmes peintres et sculpteurs en 1882 rue Vivienne à Paris ; il prendra fin en 1990. En 1890 est constituée la Société nationale des beaux-arts, etc.
On voit se constituer, avant la Première Guerre mondiale, d'autres sociétés autogérées d'artistes — peintres, sculpteurs, graveurs —, qui exposent chaque année au Grand Palais comme le Salon des indépendants (depuis 1884), le Salon d'automne (depuis 1903), le Salon d'hiver (depuis 1907).
Un même mouvement d'indépendance apparaît parmi les artistes en Allemagne et en Autriche au tournant des années 1890.

### Liste des salons
Les dates suivantes énumèrent les expositions qui eurent effectivement lieu entre 1673 et 1879 à Paris :

#### XVIIeetXVIIIesiècles
L'Exposition de 1673 eut lieu du 14 août au 4 septembre dans la cour et les galeries du Palais-Royal, sélectionnant 53 peintres et 112 œuvres.
1673, 1699, 1704, 1725, 1737, 1738, 1739, 1740, 1741, 1742, 1743, 1745, 1746, 1747, 1748, 1750, 1751, 1753, 1755, 1757, 1759, 1761, 1763, 1765, 1767, 1769, 1771, 1773, 1775, 1777, 1779, 1781, 1783, 1785, 1787, 1789, 1791, 1793, 1795, 1796, 1798, 1799.

#### XIXesiècle
1800, 1801, 1802, 1804, 1806, 1808, 1810, 1812, 1814, 1817, 1819, 1822, 1824, 1827, 1831, 1833, 1834, 1835, 1836, 1837, 1838, 1839, 1840, 1841, 1842, 1843, 1844, 1845, 1846, 1847, 1848, 1849, 1850-1851, 1852, 1853, 1855, 1857, 1859, 1861, 1863, 1864, 1865, 1866, 1867, 1868, 1869, 1870, 1872, 1873, 1874, 1875, 1876, 1877, 1878, 1879.
En 1880, le nom de l'événement devient Salon des artistes français.

### Catalogue et récompenses
Le système des récompenses remonte à 1793, mais est d'abord irrégulièrement suivi, et ce n'est qu'en 1849, que le premier jury pour l'attribution des récompenses est constitué. Il comptait 40 membres parmi lesquels figuraient Eugène Delacroix, Auguste Ingres, Camille Corot, Eugène Isabey.
Pour faire gagner de l'argent à l'Académie de peinture et de sculpture, les tableaux étaient exposés avec des numéros : il fallait acheter le livret pour connaître le nom des exposants.

#### Salons
Par ordre de création :
- Salon des refusés (1863-..)
- Expositions dites des « impressionnistes » (1874-1882)
- Salon des artistes français (depuis 1880)
- Salon de l'Union des femmes peintres et sculpteurs (1882-1990)
- Salon des indépendants (depuis 1884)
- Salon d'hiver (1897-1950)
- Salon d'automne (1903-..)
- Salon du Champ-de-Mars (1890-..)
- Salon des Tuileries (1923-1962)
- Salon des vrais indépendants (1928)
- Salon des surindépendants (depuis 1928)
- Salon de mai (1943-2014)
- Salon des réalités nouvelles (depuis 1946)
- Salon de la jeune sculpture (depuis 1948)
- Jeune création (depuis 1950)

#### Autres
- Salons (Diderot)

#### Travaux universitaires
- Colette Caubisens-Lasfargues, Les salons de peinture pendant la Révolution française 1789-1799, thèse pour l'obtention du diplôme de l'École du Louvre, 1959.